# Ravennai Exarchátus
A Ravennai Exarchátus a Bizánci Birodalom itáliai területeket magában foglaló közigazgatási egysége volt a korai középkorban. Létrejötte I. Jusztinianosz Római Birodalmat visszaállítani próbáló hadjárataihoz kapcsolódik (6. század közepe). A sorozatos longobárd támadások miatt területe széttagolódott, főleg a partvidékre terjedt ki. Bukását is a longobárdok okozták 751-ben.

## Kialakulása

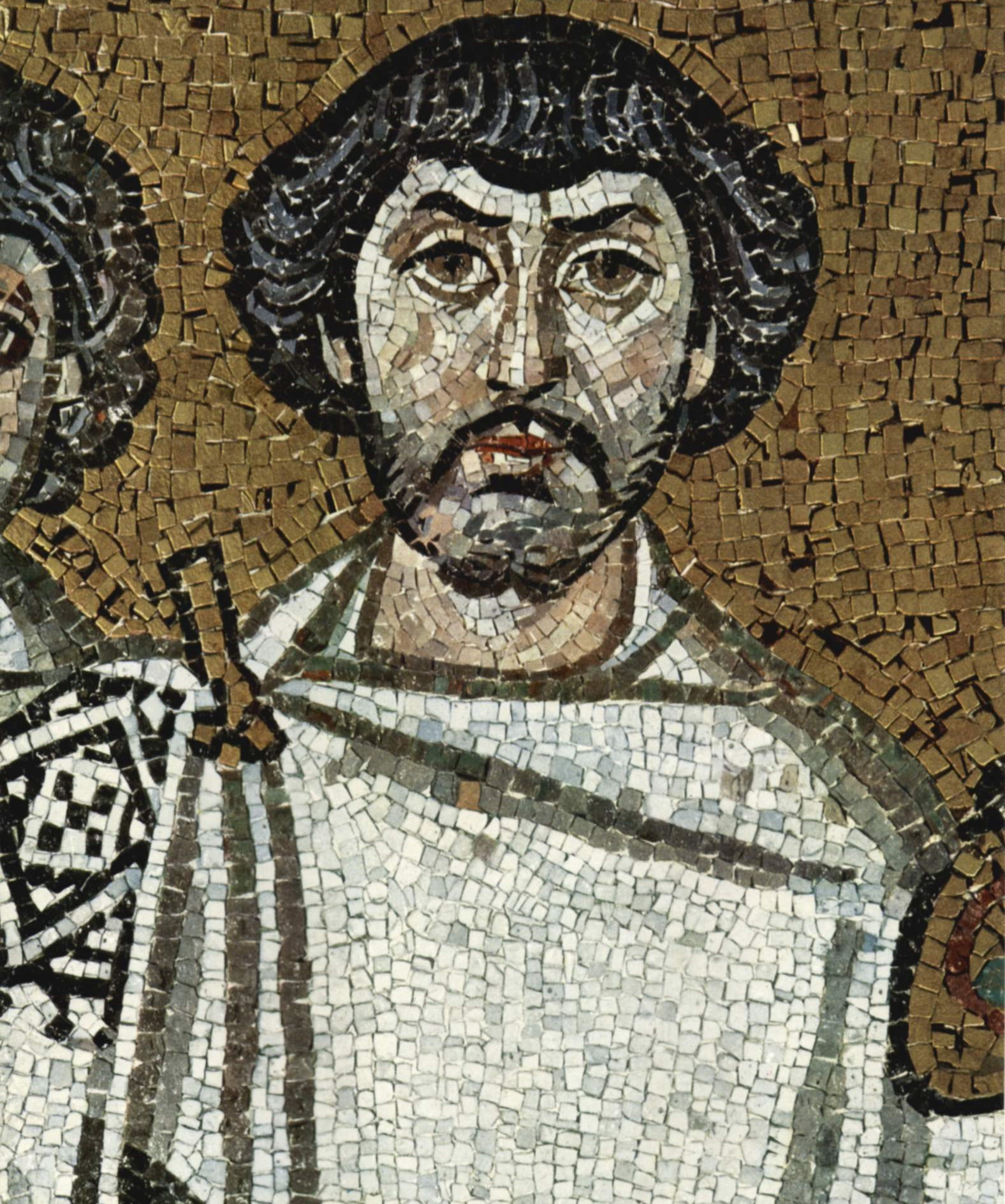
Belizárt ábrázoló mozaik a ravennai San Vitale bazilikából

Honorius császár uralkodása alatt, 402-ben a mocsaraktól védett, kelet felé jó kikötővel rendelkező Ravenna lett a Római Birodalom fővárosa. A birodalom bukása után Odoaker, majd a Keleti gótok királya, Nagy Theodorik is itt tartotta székhelyét. I. Iusztinianosz keletrómai (bizánci) császár nyugati hadjáratai (bizánci–gót háborúk) során 540-ben Belizár seregei foglalták el. Jusztinianosz 554-ben adta ki a visszafoglalt területek irányítását szabályozó Pragmatica Sanctiot, mely szerint Itália bizánci praefectura, a helytartó (görögül exarkhosz, latinul exarcha) székhelye pedig Ravenna lett. A bizánci fennhatóság első évtizedeiben épült Ravennában a San Vitale-templom és a Sant’Apollinare in Classe-bazilika.

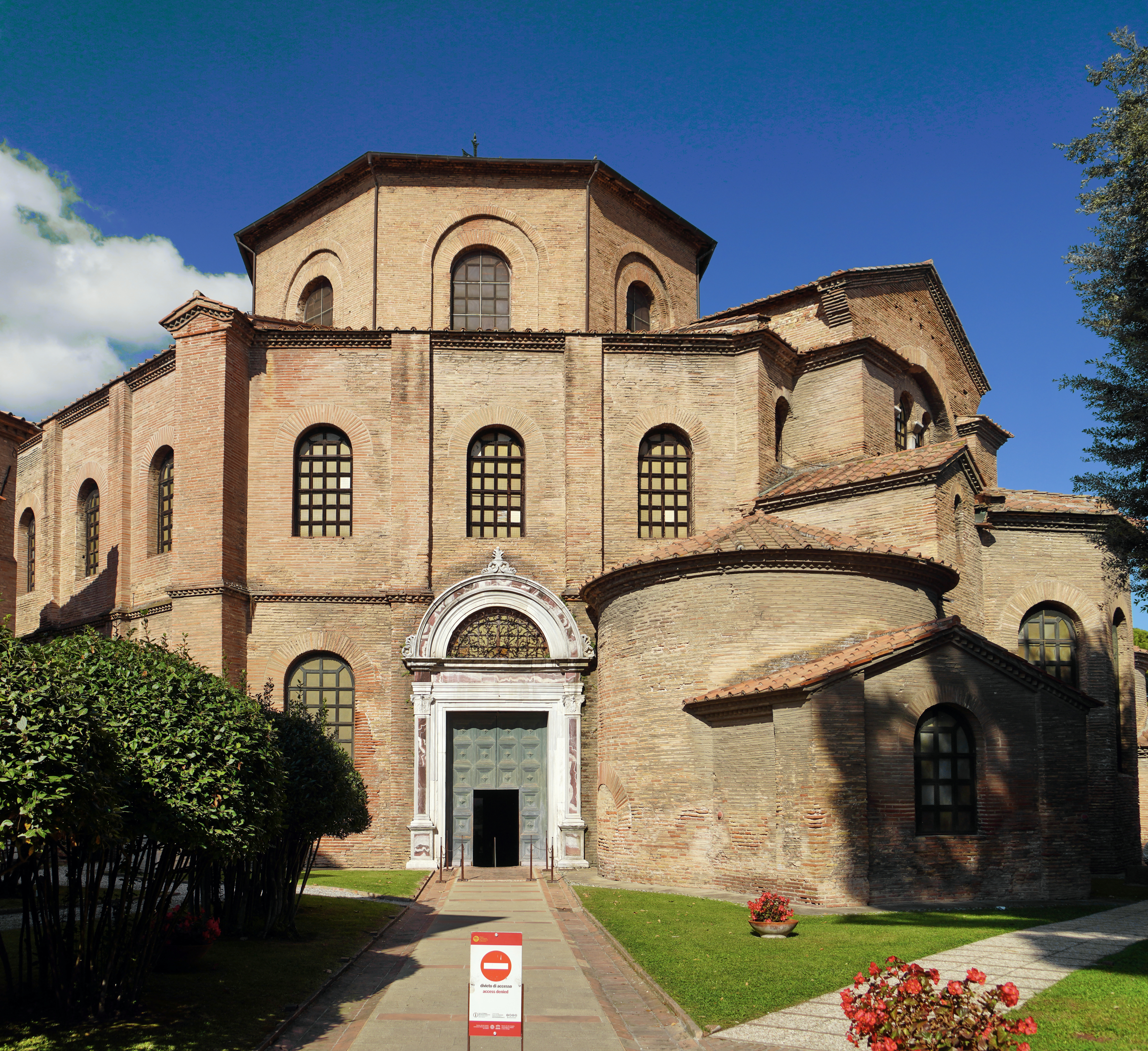
A ravennai San Vitale templom

A bizánciak frissen visszafoglalt itáliai területeit 568-ban Pannóniából ide érkező longobárdok veszélyeztették. Alboin király vezetésével elözönlötték Észak-Itáliát, a helyi, gyenge bizánci erőket legyőzték. 569-ben elfoglalták Milánót, 572-ben három évi ostrom után pedig Paviát, amit fővárosukká tettek. Ezután megszállták Toszkánát, majd Faroald és Zotto vezetésével Közép- és Dél-Itáliát, ahol létrehozták a Spolatói és a Beneventói Hercegséget.
Alboin halála után, 573-ban a longobárd állam önálló hercegségekre esett szét. II. Jusztinusz császár ezt próbálta meg kihasználni, amikor 576-ban Itáliába küldte vejét, Baduarioszt. Őt azonban a longobárdok legyőzték és megölték, a birodalom pedig újabb sereget nem tudott Itáliába küldeni. Az újabb longobárd betörések miatt a bizánci fennhatóság alatt álló terület egymástól szétszakított, elszigetelt egységekre bomlott. 580-ban II. Tiberiosz újjászervezte a megmaradt területeket öt, eparkhiának nevezett tartományba (Annonaria, Calabria, Campania, Emilia, Liguria), valamint Róma külön egységet képezett (Urbicaria). A 6. század végére kialakult a hatalom gyakorlásának új módja: Ravennát az exarcha irányította, aki a polgári és katonai hatalom mellett egyházi tisztséget is viselt.

## Kiterjedése

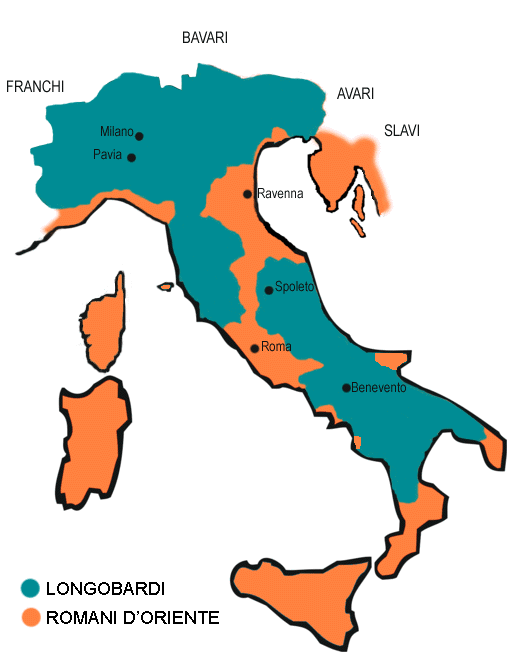
Longobárd (zöld) és bizánci (narancssárga) területek 590 körül

Az exarcha közvetlen hatalma Ravenna városára, a kikötőre és a Póig terjedő környékre korlátozódott. Az exarchátus távolabbi területei több hercegségre oszlottak (pl. római, venetói, calabriai, nápolyi, pentapoliszi, perugiai, lucaniai), melyek főleg a félsziget part menti területeire terjedtek ki, míg hátországuk longobárd fennhatóság alatt állt. Egyes bizánci fennhatóság alá tartozó itáliai területek nem voltak a Ravennai Exarchátus részei: Szicília külön tartományt alkotott, Korzika és Szardínia pedig az Afrikai Exarchátus része volt.

## Irányítása
A terület élén a Ravennában székelő exarcha állt. Ő a császár főkormányzója és helyettese volt, egyházi rangját pedig a pátriárka cím fejezte ki. Ő döntött a háború és a béke kérdésében és ő volt a legfőbb bíró is. Kinevezte a katonai és polgári tisztségviselőket, valamint (731-ig) megerősítette a megválasztott pápát. Tanácsadója a consiliarius volt. A tartományokat az exarchának felelős magistri militumok irányították, alájuk tartoztak a városok és várak élén álló tribunusok.

## Bukása
A longobárd uralom egyre nagyobb területre terjedt ki: 640-ben a bizánciak elvesztették Liguriát, később Nápolyt és Calabriát is. A III. León császár által bevezetett képrombolást II. és III. Gergely pápák is elítélték, ami a nyugati és a keleti egyház távolodásához, Velencében és a Pentapoliszban pedig bizánc-ellenes lázadáshoz vezetett.
Róma szintén fellázadt a császár ellen, amihez a frankoktól szerzett támogatást. Eközben a longobárd király Liutprand 726-ban elfoglalta Ravennát, Emiliát és a Pentapoliszt. Ekkor a pápa szövetkezett a velencei Ursussal, aki visszafoglalta Ravennát. Liutprand többször is megpróbálkozott Róma elfoglalásával, végül 742-ben békét kötött Zakariás pápával és visszaadta a római hercegségnek az elfoglalt területeket. Ezekre azonban már többé nem terjedt ki az exarcha fennhatósága. 740-ben az exarchátus már csak Ravennából, Isztriából, Venetóból, Ferrarából állt, hozzá tartozott még két megmaradt hercegség: Pentapolisz és Perugia. 751-re ezek a területek is elvesztek, mert Ravennát ismét bevették a longobárdok, megölték Eutükhioszt, az utolsó exarchát is.
A longobárdokat 756-ban legyőző Kis Pippin frank király az egykor az Exarchátushoz tartozó közép-itáliai területeket (Ravenna, Pentapolisz) Rómának adományozta, megalapítva ezzel a pápai államot.

## Ravennai exarchák
- Baduariosz (vitatott)
- Deciusz (584–585)
- Szmaragdusz (585–589)
- Romanusz (589–596)
- Kallinikosz (596–603)
- Szmaragdusz (másodszor) (603–608)
- I. János (608–616)
- Eleutériusz (616–619)
- Örmény Izsák (625–643)
- I. Teodorosz Kalliopasz (643–645)
- Platón (645–649)
- Olümpiosz (649–652)
- I. Teodorosz Kalliopasz (másodszor) (653 – kb. 666)
- Gergely (666 körül)
- II. Teodorosz Kalliopasz (678–687)
- II. János Platyn (687–702)
- Teofilaktosz (702–710)
- III. János Rizocopus (710–711)
- Szkolasztikosz (713–723)
- Pál (723–727)
- Eutükhiosz (727–752)

## Fordítás
Ez a szócikk részben vagy egészben  az   Exarchate of Ravenna című angol Wikipédia-szócikk fordításán alapul.  Az eredeti cikk szerkesztőit annak laptörténete sorolja fel. Ez a jelzés csupán a megfogalmazás eredetét és a szerzői jogokat jelzi, nem szolgál a cikkben szereplő információk forrásmegjelöléseként.